# Фруде Йонсен
Фруде Йонсен (норв. Frode Johnsen, нар. 17 березня 1974, Шієн) — норвезький футболіст, що грав на позиції нападника.
Виступав, зокрема, за клуб «Русенборг», а також національну збірну Норвегії.
П'ятиразовий чемпіон Норвегії. Володар Кубка Норвегії.

## Клубна кар'єра

### Ранні роки
Розпочав свою кар'єру в 1992 році виступами за команду клубу «Сотфосс Турн», але у Тіппелізі дебютував лише після свого переходу (1993 рік) в «Одд Гренланд», але не відразу, а лише в 1999 році (на той час йом виповнилося 25 років), коли команда вийшла до вищого дивізіону норвезького футболу.

### Русенборг

#### 2000
Своєю грою за останню команду привернув увагу представників тренерського штабу клубу «Русенборг», до складу якого приєднався в середині 2000 року, як заміна Джону Кар'ю. Під час свого перебування в «Одд Гренланд» навчався на поліцейського, але після переходу до «Русенборга» покинув навчання. В складі свого нового клубу в дебютному сезоні зіграв 15 матчів та забив 9 м'ячів, й, таким чином, відзначився 12-ма голами в своїй кар'єрі (ще 3-ма відзначився в період свого перебування в «Одд»). В складі «Русенборга» став переможцем чемпіонату. Команда того сезону мінімально поступилася в кваліфікації Ліги чемпіонів й не змогла вийти до групового раунду. Йонсен же виступав досить вдало, заби 5 м'ячів у 6-ти матчах — в тому чилі відзначився й хет-триком проти «Гельсінборга». Оскільки команда фінішувала на 3-му місці, то вони здобули путівку до Кубку УЄФА, де поступилися в першому ж раунді «Алавесу», Йонсен відзначився голом у першому матчі, який завершився виїзною ніиєю 1:1, але в домашньому поєдинку Русенборг поступився з рахунком 1:3.

#### 2001
У своєму першому повному сезоні в «Русенборзі» став найкращим бомбардиром з 17-ма голами (роділив це звання з Торстейном Гельстадом та Клейтоном Зейном), зігравши у складі клубу всі матчі, окрім одного. «Русенборг» знову став переможцем національного чемпіонату, випередивши на одне очко «Ліллестрем». У Лізі чемпіонів в своїй групі «Русенборг» фінішував 4-им. Фроде зіграв у п'яти з шести матчів кваліфікації, але не забив у них жодного матчу, проте відзначився 1-им у кваліфікації.

#### 2002
В 2002 році Йонсен втретє з клубом став переможцем національного чемпіонату. Через травму зіграв лише 17 з 26-ти матчів, в яких відзначився 7-ма голами. У кваліфікації Ліги чемпіонів відзначився двома голами, але в груповому етапі не забив жодного м'яча, «Русенборг» же набрав чотири очки та посів останнє місце в групі, незважаючи на те, що на цій стадії команда програла лише два матчі.

#### 2003
В сезоні 2003 року Йонсен відіграв усі матчі, а «Русенборг» став переможцем чемпіонату з 14-ти очковим відривом від свого найближчого переслідувача. Фроде відзначився 15-ма голами, й лише на 2 голи за цим показником випередив свого одноклубника Гаральда Браттбакка. Він також у складі «Русенборга» виграв кубок після перемоги над «Буде-Глімт» (3:1), забивши швидкий м'яч. Крім того став найкращим бомбардиром Кубка, відзначився 11-ма голами в 7-ми матчах. У кваліфікації Ліги чемпіонів Йонсен та «Русенборг» поступилися «Депортіво» й не змогли пробитися до групового етапу турніру. Клуб знову потрапив до Кубку УЄФА й мав непогані шанси на продовження боротьби, але програв через виїзний гол Бенфіці. Того сезону Фроде зіграв у всіх єврокубкових матчах команди, за винятком однієї гри, та забив у 2-ох з 9-ти матчів.

#### 2004
Сезон 2004 року був дуже драматичним та пам'ятним для Фроде Йонсена. «Русенборг» боровся з «Волеренгою» за чемпіонство, й напередодні останнього матчу чемпіонату лідирував у турнірній таблиці, але лише завдяки найбільшій кількості забитих м'ячів. Після 7-ми хвилин у матчі між «Росенборгом» та ФК «Люном», «Волеренга» виграла свій матч чемпіонату з рахунком 3:0. «Русенборг» вигравав з рахунком 3:1, але для перемоги в чемпіонаті потрібно було забити принаймні 1 гол, і в додатковому до основного часу поєдинку Фроде відзначився втретє в матчі й забезпечив своєму клубу чемпіонство. Йонсен відіграв усі матчі свого клубу й з 19-ма голами став найкращим бомбардиром команди. Високою результативністю в єврокубках він не відзначався, але, тим не менше, «Русенборг» повернувся в Лігу чемпіонів. Цього сезону команда набрала лише два очки, а сам Фроде відзначився 2-ма голами.

#### 2005
Після 5-ти чемпіонств, які були здобуті поспіль, в 2005 році «Русенборг» посів скромне 7-ме місце. Того сезону Йонсен відзначився лише 7-ма голами в 23-ох матчах. У 2005 році ним активно цікавилися «Мальорка» та празька «Спарта», але трансфер так і не відбувся. Зіграв у всім матчах норвезького клубу в Лізі чемпіонів, але забитими м'ячами не відзначився жодного разу. У групі вони протистояли мадридському «Реалу», ліонському «Олімпіку» та грецькому «Олімпіакосу» й посіли в ній третє місце, але в першом раунді Кубку УЄФА поступилися санкт-петербурзькому «Зеніту».

#### 2006
Фроде Йонсен розпочав сезон дуже добре, в його першій частині відзначився 6-ма голами в 13-ти матчах, завдяки чому зацікавив японський клуб «Нагоя Грампус». Йонсен не зміг відмовитися від можливості пограти за кордоном й після декількох років сумлінної праці в «Русенборзі» норвезький клуб погодився його продати японцям, у липні 2006 року його було продано.
За час свого перебування в «Русенборзі» в усіх турнірах зіграв 234 матчі, в яких забив 125 разів.

### Нагоя Грампус
Він підписав 1,5-річний контракт з клуб й дебютував у його складі в матчі проти ДЖЕФ Юнайтед 29 липня 2006 року, забивши двічі у ворота суперників свого нового клубу. «Нагоя» здобула перемогу з рахунком 3:2. Після цього відзначився ще 8 разів і з 10-ма голами у 18-ти матчах в складі «Нагої» допоміг клубу посісти 7-ме місце.
У свій перший повний сезон в 2007 році, Нагоя посіла 11-те місце. Фруде відзначився 13-ма голами в 26 матчах.
У 2008 році Йонсен і «Нагоя» боролися до останнього туру за чемпіонство Джей-Ліги 1, але в підсумку посіли лише третє місце, отримавши право наступного сезону стартувати в Лізі чемпіонів АФК.
28 жовтня 2008 року Фруде Йонсен заявив, що він хотів би залишитися в Японії, щонайменше, ще один рік, в складі Нагої або й іншого японського клубу.

### Сімідзу С-Палс
18 листопада 2008 року Фроде Йонсен оголосив, що він залишить «Нагою» після завершення сезону, і що йому залишилося лише пройти медичний огляд для переходу в інший японський клуб. Проте до завершення сезону 2008 року він не уточнив до складу якого японського футбольного клубу він перейде. Зрештою, стало відомо, що сезон 2009 року він провеле в складі «Сімідзу С-Палс».
Зрештою стало відомо, що він приєднається до «Сімідзу С-Палс» у сезоні 2009 року.
У складі «Симідзу С-Палс» Фруде Йонсен зайняв 7-ме місце в своєму першому ж сезоні, команді не вистачило лише п'ять очок для потрапляння до Ліги чемпіонів АФК, того ж сезону Фруде забив 9 м'ячів.
1 серпня Йонсен своїм першим хет-триком у Джей-Лізі 1 та допоміг своєму клубу здобути перемогу над «Сенан Бельмаре» з рахунком 6:3.
14 листопада 2010 року Йонсен відзначився 1 голом у переможному (5:0) матчі над клубом «Сенан Бельмаре», це була його остання гра в японському чемпіонаті. Також він оголосив, що по завершенні сезону повернеться до Норвегії.

### Одд Гренланд
У 2011 році підписав однорічний контракт з клубом «Одд Гренланд». Згодом контракт декілька разів було продовжено, востаннє в січні 2015 року. Завершив професійну ігрову кар'єру у клубі «Одд».
Брат Фроде Йонсена, Дан Йонсен, загинув в аварії 25 серпні 2013 року в віці 40 років.
В першому матчі першого кваліфікаційного раунду Кубку УЄФА сезону 2015/16 років проти тираспольського «Шерифа» забив один з трьох м'ячів своєї команди. А це означало, що 41-річному віці він став найстаршим бомбардиром в європейських клубних футбольних змаганнях.
Завершив професійну ігрову кар'єру у клубі «Одд», забив у футболці клубу 86 м'ячів, й, таким чином, разом з Кнутом Селандом став найкащим в історії бомбардиром клубу.

## Виступи за збірну
Протягом кар'єри у національный збірный Норвегії, яка тривала 14 років, провів у формі головної команди країни лише 36 матчів, забивши 10 голів. 16 серпня 2000 року дебютував у складі національної збірної в матчі проти Фінляндії, вийшовши на поле на останні 20 хвилин замість Стеффена Іверсена.
Свій перший матч у футболці національної збірної забив у ворота Уельсу в рамках кваліфікації до ЧС 2002 року. Був стабільним гравцем збірної Норвегії до 2007 року, допоки не переїхав до Японії. Однією з причин не потрапляння до складу збірної наводивя тривалий переліт Японії до Європи, який став би необхідний після його переходу до складу «Нагоя Грампус».
1 вересня 2013 року вперше за майже шість років з часу останнього поєдинку в футболці національної збірної Фруде було викликано для підготовки до матчів кваліфікації ЧС 2014 року проти Кіпру та Швейцарії. В жовтні 2013 року його знову було викликано на матчі проти Словенії та Ісландії, але в цих матчах на поле він так і не вийшов. 11 жовтня 2013 року в матчі проти збірної Словенії він вийшов наприкінці основного часу, ставши, таким чином, найстаршим гравцем збірної Норвегії, який коли-небудь виходив на поле. Чотири дні потому, в матчі проти збірної Ірландії, він перевершив це досягнення, вийшовши на поле у віці 39 років та 212 днів. 15 жовтня 2013 року втртє поновив рекорд найстарішого гравця національної збірної Норвегії, вийшовши у матчі проти збірної Ісландії (1:1), в рамках кваліфікації до ЧС 2014 року в Бразилії, на момент виходу на поле йому виповнилося 30 років 6 місяців та 28 днів. На полі він провів лише 4 останні хвилини поєдинку.

## Статистика виступів

### Статистика клубних виступів
| Сезон                   | Клуб                    | Чемпіонат               | Чемпіонат | Чемпіонат | Національний кубок | Національний кубок | Національний кубок | Континентальні кубки | Континентальні кубки | Континентальні кубки | Supercoppe | Supercoppe | Supercoppe | Усього | Усього |
| Сезон                   | Клуб                    | Ліга                    | Ігор      | Голів     | Ліга               | Ігор               | Голів              | Ліга                 | Ігор                 | Голів                | Ліга       | Ігор       | Голів      | Ігор   | Голів  |
| ----------------------- | ----------------------- | ----------------------- | --------- | --------- | ------------------ | ------------------ | ------------------ | -------------------- | -------------------- | -------------------- | ---------- | ---------- | ---------- | ------ | ------ |
| 1992                    | Стоктфосс Турн          | 3Д                      | ?         | ?         | КН                 | ?                  | ?                  | -                    | -                    | -                    | -          | -          | -          | ?      | ?      |
| 1993                    | Одд Гренланн            | 2Д                      | 0         | 0         | КН                 | ?                  | ?                  | -                    | -                    | -                    | -          | -          | -          | ?      | ?      |
| 1994                    | Одд Гренланн            | 2Д                      | 0         | 0         | КН                 | ?                  | ?                  | -                    | -                    | -                    | -          | -          | -          | ?      | ?      |
| 1995                    | Одд Гренланн            | 1Д                      | 16        | 1         | КН                 | ?                  | ?                  | -                    | -                    | -                    | -          | -          | -          | ?      | ?      |
| 1996                    | Одд Гренланн            | 1Д                      | 20        | 3         | КН                 | ?                  | ?                  | -                    | -                    | -                    | -          | -          | -          | ?      | ?      |
| 1997                    | Одд Гренланн            | 1Д                      | 24        | 2         | КН                 | ?                  | ?                  | -                    | -                    | -                    | -          | -          | -          | ?      | ?      |
| 1998                    | Одд Гренланн            | 1Д                      | 26        | 8         | КН                 | ?                  | ?                  | -                    | -                    | -                    | -          | -          | -          | ?      | ?      |
| 1999                    | Одд Гренланн            | ЕС                      | 25        | 9         | КН                 | ?                  | ?                  | -                    | -                    | -                    | -          | -          | -          | ?      | ?      |
| січ.-чер. 2000          | Одд Гренланн            | ЕС                      | 10        | 3         | КН                 | ?                  | ?                  | -                    | -                    | -                    | -          | -          | -          | ?      | ?      |
| чер.-гр. 2000           | Русенборг               | ЕС                      | 15        | 9         | КН                 | 1                  | 0                  | ЛЧ+КУЄФА             | 10+2                 | 5+1                  | -          | -          | -          | 28     | 15     |
| 2001                    | Русенборг               | ЕС                      | 25        | 17        | КН                 | 3                  | 3                  | ЛЧ                   | 7                    | 1                    | -          | -          | -          | 35     | 21     |
| 2002                    | Русенборг               | ЕС                      | 17        | 7         | КН                 | 3                  | 0                  | ЛЧ                   | 8                    | 2                    | -          | -          | -          | 28     | 9      |
| 2003                    | Русенборг               | ЕС                      | 26        | 15        | КН                 | 7                  | 11                 | ЛЧ+КУЄФА             | 2+5                  | 0+2                  | -          | -          | -          | 40     | 28     |
| 2004                    | Русенборг               | ЕС                      | 26        | 19        | КН                 | 5                  | 6                  | ЛЧ                   | 10                   | 2                    | -          | -          | -          | 41     | 27     |
| 2005                    | Русенборг               | ЕС                      | 23        | 7         | КН                 | 2                  | 4                  | ЛЧ+КУЄФА             | 8+2                  | 0                    | -          | -          | -          | 40     | 14     |
| січ.-лип. 2006          | Русенборг               | ЕС                      | 13        | 6         | КН                 | 2                  | 3                  | -                    | -                    | -                    | -          | -          | -          | 15     | 9      |
| Усього в Русенборзі     | Усього в Русенборзі     | Усього в Русенборзі     | 145       | 80        |                    | 23                 | 27                 |                      | 54                   | 13                   |            | -          | -          | 222    | 120    |
| лип.-гр. 2006           | Нагоя Грампус           | Дж1                     | 17        | 10        | КІ                 | ?                  | ?                  | -                    | -                    | -                    | -          | -          | -          | ?      | ?      |
| 2007                    | Нагоя Грампус           | Дж1                     | 26        | 13        | КІ                 | ?                  | ?                  | -                    | -                    | -                    | -          | -          | -          | ?      | ?      |
| 2008                    | Нагоя Грампус           | Дж1                     | 34        | 12        | КІ                 | ?                  | ?                  | -                    | -                    | -                    | -          | -          | -          | ?      | ?      |
| Усього в Нагої Грампус  | Усього в Нагої Грампус  | Усього в Нагої Грампус  | 77        | 35        |                    | ?                  | ?                  |                      | -                    | -                    |            | -          | -          | ?      | ?      |
| 2009                    | Сімідзу С-Палс          | Дж1                     | 33        | 9         | КІ                 | ?                  | ?                  | -                    | -                    | -                    | -          | -          | -          | ?      | ?      |
| 2010                    | Сімідзу С-Палс          | Дж1                     | 33        | 8         | КІ                 | ?                  | ?                  | -                    | -                    | -                    | -          | -          | -          | ?      | ?      |
| Усього в Сімідзу С-Палс | Усього в Сімідзу С-Палс | Усього в Сімідзу С-Палс | 66        | 17        |                    | ?                  | ?                  |                      | -                    | -                    |            | -          | -          | ?      | ?      |
| 2011                    | Одд                     | ЕС                      | 23        | 7         | КН                 | 4                  | 1                  | -                    | -                    | -                    | -          | -          | -          | 27     | 8      |
| 2012                    | Одд                     | ЕС                      | 29        | 4         | КН                 | 3                  | 4                  | -                    | -                    | -                    | -          | -          | -          | 32     | 8      |
| 2013                    | Одд                     | ЕС                      | 30        | 16        | КН                 | 4                  | 2                  | -                    | -                    | -                    | -          | -          | -          | 34     | 18     |
| 2014                    | Одд                     | ЕС                      | 30        | 11        | КН                 | 6                  | 6                  | -                    | -                    | -                    | -          | -          | -          | 36     | 17     |
| 2015                    | Одд                     | ЕС                      | 9         | 2         | КН                 | 4                  | 5                  | ЛЄ                   | 1                    | 1                    | -          | -          | -          | 14     | 8      |
| Усього в Одд            | Усього в Одд            | Усього в Одд            | 242       | 66        |                    | ?                  | ?                  |                      | 1                    | 1                    |            | -          | -          | ?      | ?      |
| Усього в кар'єрі        | Усього в кар'єрі        | Усього в кар'єрі        | ?         | ?         |                    | ?                  | ?                  |                      | 3                    | 0                    |            | -          | -          | ?      | ?      |

### Статистика виступів за збірну
| Дата       | Місто     | Господарі            | Результат | Гості                | Турнір            | Голи | Примітки |
| ---------- | --------- | -------------------- | --------- | -------------------- | ----------------- | ---- | -------- |
| 16/08/2000 | Гельсінкі | Фінляндія            | 3 – 1     | Норвегія             | товариський матч  | -    |          |
| 24/01/2001 | Гонконг   | Південна Корея       | 2 – 3     | Норвегія             | товариський матч  | 2    |          |
| 28/02/2001 | Белфаст   | Північна Ірландія    | 0 – 4     | Норвегія             | товариський матч  | -    |          |
| 06/06/2001 | Осло      | Норвегія             | 1 – 1     | Білорусь             | Відбір до ЧС 2002 | -    |          |
| 05/09/2001 | Осло      | Норвегія             | 3 – 2     | Уельс                | Відбір до ЧС 2002 | 1    |          |
| 06/10/2001 | Єреван    | Вірменія             | 1 – 4     | Норвегія             | Відбір до ЧС 2002 | -    |          |
| 21/08/2002 | Осло      | Норвегія             | 0 – 1     | Нідерланди           | товариський матч  | -    |          |
| 12/02/2003 | Іракліон  | Греція               | 1 – 0     | Норвегія             | товариський матч  | -    |          |
| 30/04/2003 | Дублін    | Ірландія             | 1 – 0     | Норвегія             | товариський матч  | -    |          |
| 22/05/2003 | Осло      | Норвегія             | 2 – 0     | Фінляндія            | товариський матч  | -    |          |
| 11/06/2003 | Осло      | Норвегія             | 1 – 1     | Румунія              | Відбір до ЧЄ 2004 | -    |          |
| 20/08/2003 | Осло      | Норвегія             | 0 – 0     | Шотландія            | товариський матч  | -    |          |
| 10/09/2003 | Осло      | Норвегія             | 0 – 1     | Португалія           | товариський матч  | -    |          |
| 11/10/2003 | Осло      | Норвегія             | 1 – 0     | Люксембург           | Відбір до ЧЄ 2004 | -    |          |
| 15/11/2003 | Валенсія  | Іспанія              | 2 – 1     | Норвегія             | Відбір до ЧЄ 2004 | -    |          |
| 19/11/2003 | Осло      | Норвегія             | 0 – 3     | Іспанія              | Відбір до ЧЄ 2004 | -    |          |
| 22/01/2004 | Гонконг   | Швеція               | 0 – 3     | Норвегія             | товариський матч  | 1    |          |
| 25/01/2004 | Гонконг   | Гондурас             | 1 – 3     | Норвегія             | товариський матч  | 1    |          |
| 31/03/2004 | Белград   | Сербія та Чорногорія | 0 – 1     | Норвегія             | товариський матч  | -    |          |
| 28/04/2004 | Осло      | Норвегія             | 3 – 2     | Росія                | товариський матч  | -    |          |
| 18/08/2004 | Осло      | Норвегія             | 2 – 2     | Бельгія              | товариський матч  | 1    |          |
| 04/09/2004 | Палермо   | Італія               | 2 – 1     | Норвегія             | Відбір до ЧС 2006 | -    |          |
| 08/09/2004 | Осло      | Норвегія             | 1 – 1     | Білорусь             | Відбір до ЧС 2006 | -    |          |
| 09/10/2004 | Глазго    | Шотландія            | 1 – 0     | Норвегія             | Відбір до ЧС 2006 | -    |          |
| 13/10/2004 | Осло      | Норвегія             | 3 – 0     | Словенія             | Відбір до ЧС 2006 | -    |          |
| 20/04/2005 | Таллінн   | Естонія              | 1 – 2     | Норвегія             | товариський матч  | 1    |          |
| 24/05/2005 | Осло      | Норвегія             | 1 – 0     | Коста-Рика           | товариський матч  | 1    |          |
| 04/06/2005 | Осло      | Норвегія             | 0 – 0     | Італія               | Відбір до ЧС 2006 | -    |          |
| 08/06/2005 | Стокгольм | Швеція               | 2 – 3     | Норвегія             | товариський матч  | -    |          |
| 24/05/2006 | Осло      | Норвегія             | 2 – 2     | Парагвай             | товариський матч  | 2    |          |
| 01/06/2006 | Осло      | Норвегія             | 0 – 0     | Південна Корея       | товариський матч  | -    |          |
| 06/09/2006 | Осло      | Норвегія             | 2 – 0     | Молдова              | Відбір до ЧЄ 2008 | -    |          |
| 24/03/2007 | Осло      | Норвегія             | 1 – 2     | Боснія і Герцеговина | Відбір до ЧЄ 2008 | -    |          |
| 11/10/2013 | Марибор   | Словенія             | 0 – 3     | Норвегія             | Відбір до ЧС 2014 | -    |          |
| 15/10/2013 | Осло      | Норвегія             | 1 – 1     | Ісландія             | Відбір до ЧС 2014 | -    |          |
| Усього     |           | Матчів               | 35        |                      | Голів             | 10   |          |

## Титули і досягнення

### Командні
«Русенборг»
- Чемпіонат Норвегії:
  -  Чемпіон (5): 2000, 2001, 2002, 2003, 2004
- Кубок Норвегії:
  -  Володар (1): 2003

«Нагоя Грампус»
- Джей-ліга
  -  Бронзовий призер (1): 2008

### Особисті
- Найкращий бомбардир Тіппеліги (4): 2001, 2003, 2004, 2013
- Norwegian Football Association Gold Watch
  -  Чемпіон (1): 2004